# 狭山裁判
『狭山裁判』（さやまさいばん）とは1976年（昭和51年）10月16日に公開された日本映画。製作は部落解放同盟埼玉連合、配給は東映。同時上映『夜明けの旗 松本治一郎伝』他。 
1963年に起きた狭山事件を元にした映画で、被差別部落出身の青年が、国家権力によって青春を奪われていく。

## キャスト
- 野本武一：内田良平
- 野本せつ：小山明子
- 石川一雄：谷隼人
- 石川富蔵：多々良純
- 石川リイ：小峰千代子
- 石川六造：山浦栄
- 石川ゆきえ：大城信子
- 石川清：斎藤忠宏
- 石川みち子：佐野美智子
- 藤田英一：神田橋満
- 荻本佑介：小松方正
- 中村弁護士：河原崎長一郎
- 仮面：松沢勇、高月忠、季三郎
- 中田健治：西田健
- 中田登美恵：中島ゆたか
- 中田喜代治：吉野常
- 中田善枝：志野さおり
- 中田武志：梅地徳彦
- 坂本部長：水島道太郎
- 山本副部長：河合絃司
- 清見刑事：土山登士幸
- 斎藤刑事：長谷川弘
- 真田刑事：川谷拓三
- 田所巡査：梅津栄
- 関本源次：谷村昌彦
- 内田裁判長：中村伸郎
- 上山県警本部長：近藤宏
- 紳士：仲谷昇
- 増田秀雄：相馬剛三
- 古沢堀兼地区婦人会長：山本緑
- 吉野：佐川二郎
- 水野：美原亮三
- 佐野屋の主人：武田英治
- 江田きぬ：小田登枝恵
- 鈴木医師：山田光一
- 大川竹次郎：嵐寛寿郎
- 石田一義：久地明
- 記者：木村修
- 池田：下川辰平
- 市川：西田敏行
- 看守：長尾信

## スタッフ
- 監督：阿部俊三
- 脚本：野波静雄
- 原案：阿部俊三
- 企画：野本勝彦、阿部俊三
- 撮影：仲沢半次郎
- 美術：安部衛
- 音楽：津島利章
- 録音：長井修堂
- 照明：銀屋謙蔵
- 編集：田中修
- 製作担当：武田英治
- 助監督：田村孟
- スチール：加藤光男、藤井善男、遠藤努

| スタブアイコン | サブスタブ | この項目は、まだ閲覧者の調べものの参照としては役立たない、映画に関連した書きかけの項目です。この項目を加筆・訂正などしてくださる協力者を求めています（P:映画/PJ:映画）。 |